# Стационе ди Падуле (Перуђа)
Стационе ди Падуле је насеље у Италији у округу Перуђа, региону Умбрија.
Према процени из 2011. у насељу је живело 1014 становника. Насеље се налази на надморској висини од 429 м.